# Liste der rumänischen Fußballnationalspieler
Die Liste der rumänischen Fußballnationalspieler gibt einen Überblick über alle rumänischen Fußballspieler, die seit dem ersten offiziellen Länderspiel am 8. Juni 1922 mindestens zehn Spiele für die rumänische Fußballnationalmannschaft bestritten haben (Stand: 17. November 2015).
Jeder Spieler wird unter dem Namen geführt, unter dem er für die rumänische Nationalmannschaft gespielt hat. Für jeden Spieler werden die Anzahl der Spiele, die Tore, das Jahr des ersten und des bisher letzten Länderspiels sowie die Vereine, bei denen er jeweils unter Vertrag stand, aufgeführt.
| Name                  | Spiele | Tore | von  | bis  | Vereine |
| --------------------- | ------ | ---- | ---- | ---- | --- |
| Gheorghe Albu         | 42     | 1    | 1931 | 1938 | Gloria Arad (17), Venus (25) |
| Ioan Andone           | 55     | 2    | 1981 | 1990 | Corvinul (18), Dinamo (35), Elche (2) |
| Teodor Anghelini      | 21     | 0    | 1974 | 1979 | Steagul Roșu (5), Steaua (16) |
| Dumitru Antonescu     | 13     | 0    | 1972 | 1974 | Farul (13) |
| Alexandru Apolzan     | 23     | 0    | 1949 | 1960 | CCA (23) |
| Ionel Augustin        | 34     | 3    | 1978 | 1986 | Dinamo (32), Victoria Bukarest (2) |
| Gheorghe Băcuț        | 28     | 1    | 1945 | 1956 | Libertatea (1), ITA (13), Dinamo (14) |
| Valentin Bădoi        | 10     | 0    | 2005 | 2006 | Rapid (10) |
| Ilie Balaci           | 65     | 6    | 1974 | 1986 | Universitatea Craiova (62), FC Olt (2), Dinamo (1) |
| Gavril Balint         | 34     | 14   | 1982 | 1992 | Steaua (28), Burgos (6) |
| Iuliu Baratky         | 20     | 13   | 1933 | 1940 | Crișana (4), Rapid (16) |
| Iosif Bartha          | 11     | 0    | 1922 | 1927 | Stăruința (11) |
| Aurel Beldeanu        | 18     | 1    | 1973 | 1981 | FCM Reșița (5), Universitatea Craiova (13) |
| Miodrag Belodedici    | 56     | 5    | 1984 | 2000 | Steaua (19), Roter Stern (2), Valencia (14), Valladolid (10), Villarreal (5), Steaua (6)                                                                                        |
| Silviu Bindea         | 27     | 11   | 1932 | 1942 | Ripensia (21), CAMT (3), Ripensia (2), CFR Turnu Severin (1) |
| Iuliu Bodola          | 48     | 31   | 1931 | 1939 | CAO (6), IAR Brașov (2), CAO (25), Venus (15) |
| Ion Bogdan            | 12     | 3    | 1937 | 1942 | Rapid (12) |
| László Bölöni         | 102    | 21   | 1975 | 1988 | ASA Târgu Mureș (70), Steaua (27), Racing Jet Brüssel (5) |
| Tiberiu Bone          | 12     | 0    | 1951 | 1961 | CCA (12) |
| Alexandru Bourceanu   | 27     | 0    | 2009 | 2014 | Oțelul (1), FC Timișoara (3), Steaua (20), Trabzonspor (3) |
| Florin Bratu          | 14     | 2    | 2003 | 2008 | Rapid (4), Galatasaray (5), FC Nantes (1), Dinamo (4) |
| Gheorghe Bucur        | 26     | 4    | 2005 | 2013 | Sportul (4), FC Timișoara (14), FK Kuban Krasnodar (8) |
| Adrian Bumbescu       | 15     | 1    | 1986 | 1989 | Steaua (15) |
| Rudolf Bürger         | 34     | 0    | 1929 | 1939 | Chinezul (7), Ripensia (27) |
| Valeriu Călinoiu      | 20     | 1    | 1952 | 1957 | Dinamo (20) |
| Rodion Cămătaru       | 73     | 21   | 1978 | 1990 | Universitatea Craiova (50), Dinamo (19), Sporting Charleroi (4) |
| Florin Cernat         | 14     | 2    | 2002 | 2004 | Dynamo Kiew (14) |
| Florin Cheran         | 29     | 0    | 1974 | 1978 | Dinamo (29) |
| Alexandru Chipciu     | 20     | 4    | 2011 | 2015 | FC Brașov (2), Steaua (18) |
| Vlad Chiricheș        | 37     | 0    | 2011 | 2015 | Pandurii (5), Steaua (14), Tottenham Hotspur (13), SSC Neapel (5) |
| Cristian Chivu        | 75     | 3    | 1999 | 2010 | Universitatea Craiova (1), Ajax (29), AS Rom (20), Inter (25) |
| Liviu Ciobotariu      | 32     | 3    | 1997 | 2001 | Național (2), Dinamo (16), Lüttich (14) |
| Gheorghe Ciolac       | 24     | 13   | 1928 | 1937 | Banatul (7), Ripensia (17) |
| Răzvan Cociș          | 50     | 2    | 2005 | 2013 | Sheriff Tiraspol (13), Lokomotive Moskau (19), FC Timișoara (3), al-Nasr FC (4), Karpaty Lwiw (1), FK Rostow (9), Hoverla Uschhorod (1)                                         |
| Paul Codrea           | 44     | 1    | 2000 | 2010 | FC Argeș (3), CFC Genua (12), Palermo (3), AC Turin (1), Palermo (1), AC Siena (24)                                                                                             |
| Dan Coe               | 29     | 2    | 1963 | 1971 | Rapid (29) |
| Dănuț Coman           | 14     | 0    | 2005 | 2009 | Rapid (9), FC Brașov (5) |
| Gheorghe Constantin   | 20     | 6    | 1956 | 1967 | CCA / Steaua (20) |
| Cosmin Contra         | 73     | 7    | 1996 | 2010 | Dinamo (9), Alavés (16), Milan (6), Atlético Madrid (12), Poli (3), FC Getafe (26), FC Timișoara (1)                                                                            |
| Marcel Coraș          | 36     | 6    | 1982 | 1988 | UTA (5), Sportul (31) |
| Vintilă Cossini       | 25     | 0    | 1935 | 1941 | CFR / Rapid (25) |
| Gheorghe Craioveanu   | 25     | 4    | 1993 | 1999 | Universitatea Craiova (5), Real Sociedad (14), Villarreal (6) |
| Zoltan Crișan         | 41     | 5    | 1974 | 1984 | Universitatea Craiova (41) |
| Andrei Cristea        | 10     | 0    | 2003 | 2010 | Bacău (3), Steaua (2), Politehnica Iași (5) |
| Mircea David          | 12     | 0    | 1936 | 1943 | CAO (4), Venus Bukarest (8) |
| Ciprian Deac          | 11     | 0    | 2010 | 2011 | CFR Cluj (4), Schalke (7) |
| Augustin Deleanu      | 26     | 0    | 1966 | 1973 | Politehnica Iași (10), Dinamo (16) |
| Emerich Dembrovszki   | 26     | 8    | 1968 | 1973 | SC Bacău (26) |
| Nicolae Dică          | 32     | 9    | 2003 | 2010 | FC Argeș (2), Steaua (26), Catania (2), CFR Cluj (2) |
| Cornel Dinu           | 67     | 3    | 1968 | 1981 | Dinamo (67) |
| Ștefan Dobay          | 41     | 18   | 1930 | 1939 | Banatul (2), Ripensia (39) |
| Anton Doboș           | 22     | 1    | 1993 | 1998 | Steaua (7), AEK (15) |
| Nicolae Dobrin        | 47     | 6    | 1966 | 1980 | FC Argeș (47) |
| Flavius Domide        | 17     | 3    | 1968 | 1972 | UTA (17) |
| Mircea Dridea         | 15     | 8    | 1959 | 1967 | Petrolul Ploiești (15) |
| Florea Dumitrache     | 31     | 15   | 1968 | 1974 | Dinamo (31) |
| Ilie Dumitrescu       | 61     | 20   | 1989 | 1998 | Steaua (41), Tottenham (7), Sevilla (3), Tottenham (1), West Ham (2), Atlante (7)                                                                                               |
| Nicolae Dumitrescu    | 10     | 2    | 1947 | 1948 | ITA (10) |
| Florentin Dumitru     | 17     | 0    | 2000 | 2004 | Steaua (17) |
| Ion Dumitru           | 50     | 10   | 1970 | 1980 | Rapid (18), Steaua (31), Poli (1) |
| Alexandru Ene         | 10     | 5    | 1953 | 1958 | Dinamo Orașul Stalin (3), Dinamo (7) |
| Zoltan Farmati        | 21     | 0    | 1947 | 1953 | Ferar (3), ITA / UTA / Flamura Roșie Arad (18) |
| Iulian Filipescu      | 52     | 1    | 1996 | 2003 | Steaua (7), Galatasaray (16), Betis (29) |
| Ștefan Filotti        | 13     | 1    | 1942 | 1956 | Rapid / CFR (13) |
| George Florescu       | 11     | 1    | 2010 | 2012 | FC Midtjylland (1), Alania Wladikawkas (8), Arsenal Kiew (2) |
| Romulus Gabor         | 35     | 2    | 1981 | 1986 | Corvinul (35) |
| Constantin Gâlcă      | 67     | 4    | 1993 | 2005 | Steaua (17), Mallorca (6), Espanyol (41), FC Villarreal (1), UD Almería (2) |
| Valerică Găman        | 13     | 1    | 2011 | 2014 | Astra (13) |
| Ioan Viorel Ganea     | 45     | 18   | 1999 | 2006 | Rapid (5), VfB Stuttgart (32), Bursaspor (3), Wolverhampton (4), Dinamo (1) |
| Florin Gardoș         | 14     | 0    | 2011 | 2014 | Steaua (12), FC Southampton (2) |
| Ion Geolgău           | 23     | 3    | 1980 | 1988 | Universitatea Craiova (23) |
| Dudu Georgescu        | 40     | 21   | 1973 | 1984 | Dinamo (40) |
| Nicolae Georgescu     | 13     | 7    | 1955 | 1965 | Progresul CPCS (6), Locomotiva / CFR / Rapid Bukarest (7) |
| László Gergely        | 34     | 2    | 1962 | 1970 | Viitorul Bukarest (5), Dinamo (29) |
| Cristian Gheorghe     | 14     | 0    | 1977 | 1981 | Argeș (14) |
| Tiberiu Ghioane       | 21     | 2    | 2001 | 2010 | Rapid (2), Dynamo Kiew (19) |
| Sorin Ghionea         | 13     | 1    | 2002 | 2008 | Oțelul Galați (4), Steaua (9) |
| Andrei Glanzmann      | 13     | 2    | 1931 | 1932 | CAO (13) |
| Dorin Goian           | 60     | 5    | 2005 | 2014 | Steaua (27), Palermo (10), Rangers (8), Spezia Calcio (7), Asteras Tripolis (8)                                                                                                 |
| Ilie Greavu           | 10     | 0    | 1961 | 1966 | Rapid (10) |
| Dragoș Grigore        | 17     | 0    | 2011 | 2015 | Dinamo (6), FC Toulouse (6), al-Sailiya (5) |
| Gheorghe Grozav       | 18     | 3    | 2012 | 2014 | U Cluj (2), Petrolul Ploiești (11), Terek Grosny (5) |
| Aurel Guga            | 12     | 4    | 1922 | 1928 | U Cluj (6), Poli (1), CAM Petroșani (4), Jiul Lupeni (1) |
| Gheorghe Hagi         | 124    | 35   | 1983 | 2000 | Sportul (28), Steaua (33), Real Madrid (10), Brescia (13), Barcelona (15), Galatasaray (25)                                                                                     |
| Iuliu Hajnal          | 12     | 3    | 1972 | 1978 | ASA Târgu Mureș (12) |
| Bujor Hălmăgeanu      | 17     | 0    | 1965 | 1972 | Steaua (17) |
| Ovidiu Cornel Hanganu | 12     | 2    | 1991 | 1993 | Corvinul (4), Dinamo (8) |
| Ovidiu Hoban          | 16     | 1    | 2013 | 2015 | Petrolul (6), Hapoel Be’er Scheva (10) |
| Adrian Iencsi         | 30     | 1    | 2000 | 2006 | Rapid (16), Spartak Moskau (14) |
| Adrian Ilie           | 56     | 13   | 1993 | 2005 | Steaua (11), Galatasaray (6), Valencia (30), Alavés (7), FC Zürich (2) |
| Ion Ionescu           | 15     | 4    | 1962 | 1969 | Rapid (14), Alemannia Aachen (1) |
| Mihai Ionescu         | 13     | 0    | 1965 | 1967 | Petrolul Ploiești (13) |
| Eugen Iordache        | 12     | 1    | 1946 | 1953 | Juventus / Distribuția / Petrolul / Partizanul Bukarest (10), Flacăra Ploiești (1), Locomotiva Bukarest (1)                                                                     |
| Vasile Iordache       | 23     | 0    | 1976 | 1984 | Steaua (22), Brașov (1) |
| Anghel Iordănescu     | 57     | 20   | 1971 | 1981 | Steaua (57) |
| Gino Iorgulescu       | 48     | 2    | 1981 | 1986 | Sportul (48) |
| Ștefan Iovan          | 34     | 3    | 1983 | 1990 | Steaua (34) |
| Gusztáv Juhász        | 21     | 0    | 1934 | 1940 | CAO (18), Venus (3) |
| Michael Klein         | 89     | 5    | 1981 | 1991 | Corvinul (68), Dinamo (13), Uerdingen (8) |
| Elemer Kocsis         | 12     | 5    | 1931 | 1933 | CAO (12) |
| Nicolae Kovacs        | 37     | 6    | 1929 | 1938 | Banatul (6), CAO (31) |
| Attila Kun            | 17     | 3    | 1972 | 1976 | UTA (8), FC Bihor (9) |
| Marius Lăcătuș        | 83     | 13   | 1984 | 1998 | Steaua (40), AC Florenz (7), Oviedo (12), Steaua (24) |
| Ion Lăpușneanu        | 10     | 0    | 1929 | 1932 | Banatul (1), Sportul (5), Venus (4) |
| Costin Lazăr          | 32     | 2    | 2005 | 2014 | Sportul (2), Rapid (7), PAOK (23) |
| Bogdan Lobonț         | 85     | 0    | 1998 | 2013 | Rapid (6), Ajax (38), AC Florenz (6), Dinamo (24), AS Rom (11) |
| Mircea Lucescu        | 64     | 9    | 1966 | 1979 | Știința Bukarest (10), Dinamo (51), Corvinul (3) |
| Srdjan Luchin         | 11     | 1    | 2011 | 2014 | Dinamo (8), Botew Plowdiw (1), Steaua (2) |
| Silviu Lung           | 77     | 0    | 1979 | 1993 | Universitatea Craiova (50), Steaua (18), CD Logroñés (2), Electroputere (6), Universitatea Craiova (1)                                                                          |
| Ioan Lupescu          | 74     | 6    | 1988 | 2000 | Dinamo (7), Leverkusen (44), M’gladbach (2), Dinamo (20), Bursaspor (1) |
| Nicolae Lupescu       | 20     | 2    | 1964 | 1972 | Rapid (20) |
| Dănuț Lupu            | 14     | 0    | 1989 | 1998 | Dinamo (9), Rapid (3), Dinamo (1), Rapid (1) |
| Vasile Maftei         | 12     | 1    | 2006 | 2011 | Rapid (4), Unirea Urziceni (7), CFR Cluj (1) |
| Bogdan Mara           | 11     | 1    | 2000 | 2009 | FC Argeș (3), Dinamo (2), FC Argeș (2), CFR Cluj (4) |
| Dumitru Marcu         | 16     | 3    | 1972 | 1979 | Universitatea Craiova (16) |
| Bazil Marian          | 18     | 2    | 1941 | 1949 | Mica Brad (1), Carmen (12), CFR Bukarest (5) |
| Ciprian Marica        | 72     | 25   | 2003 | 2014 | Dinamo (1), Schachtar Donezk (14), VfB Stuttgart (34), FC Schalke 04 (12), vereinslos (3), FC Getafe (7), Konyaspor (1)                                                         |
| Constantin Marinescu  | 11     | 0    | 1947 | 1949 | Carmen (1), Jiul Petroșani (10) |
| Alexandru Mățel       | 14     | 0    | 2011 | 2015 | Astra (12), Dinamo Zagreb (2) |
| Dorin Mateuț          | 56     | 10   | 1984 | 1991 | Corvinul (20), Dinamo (29), Saragossa (7) |
| Alexandru Maxim       | 26     | 3    | 2012 | 2015 | Pandurii (4), VfB Stuttgart (22) |
| Ionuț Mazilu          | 16     | 3    | 2005 | 2011 | Sportul (7), Rapid (3), Arsenal Kiew (6) |
| Ion Mihăilescu        | 15     | 0    | 1940 | 1950 | Sportul (4), CFR Bukarest (11) |
| Adrian Mihalcea       | 16     | 0    | 1998 | 2003 | Dinamo (15), CFC Genua (1) |
| Gheorghe Mihali       | 31     | 0    | 1991 | 1996 | Dinamo (25), Guingamp (6) |
| Mihai Mocanu          | 31     | 0    | 1966 | 1971 | Petrolul Ploiești (31) |
| Viorel Moldovan       | 70     | 25   | 1993 | 2005 | Dinamo (4), Neuchâtel Xamax (6), Grasshopper (11), Coventry (8), Fenerbahçe (23), FC Nantes (16), Poli (2)                                                                      |
| Ioachim Moldoveanu    | 11     | 0    | 1937 | 1943 | Rapid (11) |
| Dumitru Moraru        | 38     | 0    | 1975 | 1988 | Steaua (7), Dinamo (31) |
| József Moravetz       | 10     | 0    | 1931 | 1934 | RGMT (10) |
| Lică Movilă           | 14     | 1    | 1983 | 1987 | Dinamo (14) |
| Gheorghe Mulțescu     | 12     | 2    | 1974 | 1983 | Jiul Petroșani (5), Dinamo (7) |
| Cătălin Munteanu      | 17     | 1    | 1997 | 2001 | Steaua (1), Salamanca (16) |
| Dorinel Munteanu      | 134    | 16   | 1991 | 2007 | Inter Sibiu (1), Dinamo (20), Cercle Brügge (19), 1. FC Köln (39), Wolfsburg (40), Steaua (5), CFR Cluj (7), FC Vaslui (3)                                                      |
| Ion Munteanu          | 23     | 0    | 1979 | 1984 | Sportul (23) |
| Adrian Mutu           | 77     | 35   | 2000 | 2013 | Inter (7), Verona (13), Parma (8), Chelsea (10), Juventus Turin (7), AC Florenz (25), AC Cesena (3), AC Ajaccio (4)                                                             |
| Ion Neacșu            | 10     | 0    | 1956 | 1958 | Energia / Flacăra / Petrolul Ploiești (10) |
| Alexandru Neagu       | 15     | 4    | 1970 | 1972 | Rapid (15) |
| Nicolae Negrilă       | 27     | 1    | 1980 | 1987 | Universitatea Craiova (27) |
| Alexandru Nicolae     | 19     | 1    | 1979 | 1987 | Gloria Buzău (4), FC Olt (5), Dinamo (10) |
| Bănel Nicoliță        | 37     | 1    | 2005 | 2014 | Steaua (30), AS Saint-Étienne (4), FC Nantes (3) |
| Daniel Niculae        | 39     | 9    | 2003 | 2012 | Rapid (11), AJ Auxerre (20), Monaco (4), Nancy (4) |
| Marius Niculae        | 44     | 15   | 2000 | 2013 | Dinamo (13), Sporting Lissabon (13), Standard Lüttich (2), Inverness (2), Dinamo (9), FC Vaslui (2), Hoverla Uschhorod (1)                                                      |
| Radu Niculescu        | 15     | 2    | 1994 | 2000 | Inter Sibiu (5), Universitatea Craiova (2), Național (8) |
| Ion Nunweiller        | 26     | 0    | 1958 | 1967 | Dinamo (26) |
| Radu Nunweiller       | 42     | 2    | 1966 | 1975 | Dinamo (42) |
| George Ogăraru        | 11     | 0    | 2005 | 2009 | Steaua (1), Ajax (7), Steaua (3) |
| Titus Ozon            | 22     | 6    | 1952 | 1962 | Dinamo (7), Progresul Bukarest (12), Rapid (3) |
| Daniel Pancu          | 27     | 9    | 2001 | 2005 | Rapid (5), Beşiktaş (22) |
| Basarab Panduru       | 22     | 1    | 1992 | 1996 | Steaua (17), Benfica (5) |
| Costel Pantilimon     | 20     | 0    | 2008 | 2015 | FC Timișoara (13), Manchester City (5), AFC Sunderland (2) |
| Paul Papp             | 18     | 3    | 2011 | 2015 | FC Vaslui (10), Chievo Verona (1), Steaua (7) |
| Corneliu Papură       | 12     | 0    | 1994 | 1996 | Universitatea Craiova (9), Rennes (3) |
| Ion Pârcălab          | 26     | 3    | 1961 | 1968 | Dinamo (26) |
| Dumitru Pavlovici     | 18     | 0    | 1936 | 1942 | Ripensia (15), CFR Turnu Severin (3) |
| Florentin Petre       | 54     | 6    | 1998 | 2009 | Dinamo (37), ZSKA Sofia (15), Terek Grosny (2) |
| Ovidiu Petre          | 23     | 1    | 2002 | 2009 | FC Național (3), Galatasaray (4), Poli (6), Steaua (10) |
| Dan Petrescu          | 95     | 12   | 1989 | 2000 | Steaua (17), Foggia (8), Genua (11), Sheffield Wednesday (12), Chelsea (44), Bradford City (3)                                                                                  |
| Iosif Petschovski     | 32     | 11   | 1945 | 1958 | Libertatea (1), ITA (16), CCA (8), Flamura Roșie Arad (7) |
| Doru Pintilii         | 27     | 1    | 2011 | 2015 | Pandurii (5), Steaua (12), al-Hilal (5), Pandurii (2), Hapoel Tel Aviv (3) |
| Victor Pițurcă        | 13     | 6    | 1985 | 1987 | Steaua (13) |
| Silviu Ploeșteanu     | 11     | 1    | 1937 | 1941 | Venus (11) |
| Adrian Popa           | 10     | 0    | 2012 | 2015 | Steaua (10) |
| Cornel Popa           | 27     | 0    | 1958 | 1967 | Dinamo (27) |
| Gabriel Popescu       | 14     | 1    | 1996 | 1998 | Universitatea Craiova (7), Salamanca (7) |
| Gheorghe Popescu      | 115    | 16   | 1988 | 2003 | Universitatea Craiova (22), PSV (28), Tottenham (7), Barcelona (14), Galatasaray (30), US Lecce (8), Dinamo (5), Hannover 96 (1)                                                |
| Daniel Prodan         | 54     | 1    | 1993 | 2001 | Steaua (37), Atlético Madrid (9), AS Rocar Bukarest (8) |
| Florin Prunea         | 40     | 0    | 1990 | 2001 | Universitatea Craiova (7), Dinamo (27), Universitatea Cluj (1), Universitatea Craiova (3), Litex Lowetsch (2)                                                                   |
| Mirel Rădoi           | 67     | 2    | 2000 | 2010 | Steaua (49), Al-Hilal (18) |
| Ștefan Radu           | 14     | 0    | 2006 | 2013 | Dinamo (6), Lazio Rom (8) |
| Marcel Răducanu       | 18     | 3    | 1979 | 1981 | Steaua (18) |
| Necula Răducanu       | 56     | 0    | 1967 | 1978 | Rapid (41), Sportul (13), Steaua (2) |
| Florin Răducioiu      | 41     | 21   | 1990 | 1996 | Dinamo (6), Bari (6), Verona (4), Brescia (2), Milan (10), Espanyol (13) |
| Ladislau Raffinsky    | 20     | 1    | 1929 | 1938 | Chinezul (2), Juventus (4), Ripensia (4), Rapid (10) |
| Răzvan Raț            | 108    | 2    | 2002 | 2015 | Rapid (9), Schachtar Donezk (80), West Ham (5), Rayo Vallecano (3), PAOK (6), Rayo Vallecano (5)                                                                                |
| Mircea Rednic         | 83     | 2    | 1981 | 1991 | Corvinul (21), Dinamo (60), Bursa (2) |
| Nicolae Reuter        | 14     | 2    | 1939 | 1947 | CAMT (7), CFR Timișoara (7) |
| Iosif Ritter          | 17     | 0    | 1945 | 1949 | CFR Timișoara (17) |
| Corneliu Robe         | 14     | 0    | 1930 | 1935 | Olympia (7), Unirea Tricolor (7) |
| Mihai Roman           | 10     | 0    | 2009 | 2012 | FC Brașov (7), Rapid (3) |
| Mihai Romilă          | 18     | 1    | 1975 | 1979 | Politehnica Iași (18) |
| Laurențiu Roșu        | 38     | 5    | 1998 | 2007 | Steaua (16), CD Numancia (9), Recreativo Huelva (13) |
| Iosif Rotariu         | 25     | 1    | 1988 | 1997 | Steaua (20), Galatasaray (5) |
| Ioan Sabău            | 55     | 8    | 1988 | 2001 | ASA Târgu Mureș (5), Dinamo (20), Feyenoord (10), Brescia (12), Rapid (8) |
| Ștefan Sameș          | 46     | 3    | 1973 | 1982 | Universitatea Craiova (1), Steaua (45) |
| Emil Săndoi           | 30     | 0    | 1987 | 1993 | Universitatea Craiova (30) |
| Gabriel Sandu         | 17     | 0    | 1974 | 1976 | Dinamo (17) |
| Mircea Sandu          | 16     | 5    | 1972 | 1982 | Sportul (16) |
| Lucian Sânmărtean     | 16     | 0    | 2002 | 2015 | Gloria Bistrița (2), Panathinaikos (1), Vaslui (4), Steaua (4), Ittihad FC (5)                                                                                                  |
| Cristian Săpunaru     | 10     | 0    | 2008 | 2015 | Rapid (1), FC Porto (8), Pandurii (1) |
| Alexandru Sătmăreanu  | 28     | 0    | 1974 | 1978 | Dinamo (28) |
| Lajos Sătmăreanu      | 42     | 1    | 1967 | 1973 | Steaua (42) |
| Alexandru Schwartz    | 10     | 8    | 1932 | 1937 | Ripensia (10) |
| Tibor Selymes         | 46     | 0    | 1992 | 1999 | Dinamo (6), Cercle Brügge (25), Anderlecht (15) |
| Grațian Sepi          | 23     | 14   | 1928 | 1937 | Chinezul (2), Banatul (2), România Cluj (2), U Cluj (13), Venus (3), Ripensia (1)                                                                                               |
| Dennis Șerban         | 13     | 1    | 1996 | 2001 | Steaua (9), Valencia (1), FC Elche (3) |
| Gavril Serfőző        | 13     | 2    | 1950 | 1954 | CCA (2), Progresul Oradea (5), Flamura Roșie Arad (6) |
| Lazăr Sfera           | 14     | 0    | 1931 | 1941 | U Cluj (2), Venus (12) |
| Florin Șoavă          | 22     | 0    | 2000 | 2006 | Universitatea Craiova (2), Rapid (12), Spartak Moskau (6), Krylja Sowetow Samara (2)                                                                                            |
| Francisc Spielmann    | 11     | 4    | 1939 | 1949 | UDR (2), Libertatea / ICO (9) |
| Bogdan Stancu         | 37     | 9    | 2010 | 2015 | Steaua (5), Galatasaray (2), Orduspor (15), Gençlerbirliği (15) |
| Costică Ștefănescu    | 64     | 0    | 1977 | 1985 | Universitatea Craiova (64) |
| Petre Steinbach       | 18     | 0    | 1930 | 1935 | Unirea Tricolor (18) |
| Adalbert Steiner      | 10     | 0    | 1926 | 1930 | Chinezul (10) |
| Bogdan Stelea         | 90     | 0    | 1988 | 2005 | Dinamo (6), Mallorca (7), Rapid (6), Samsun (8), Steaua (11), Salamanca (50), Dinamo (2)                                                                                        |
| Ovidiu Stîngă         | 24     | 0    | 1993 | 1999 | Universitatea Craiova (11), Salamanca (5), PSV (8) |
| Alin Stoica           | 12     | 0    | 1998 | 2003 | RSC Anderlecht (7), FC Brügge (5) |
| Tudorel Stoica        | 15     | 0    | 1979 | 1987 | Steaua (15) |
| Flavius Stoican       | 19     | 0    | 1999 | 2005 | Universitatea Craiova (2), Dinamo (6), Schachtar Donezk (11) |
| Ion Suru              | 12     | 3    | 1950 | 1955 | Locomotiva Bukarest (1), Dinamo (11) |
| Iosif Szökö           | 11     | 0    | 1953 | 1956 | Dinamo (11) |
| Gabriel Tamaș         | 65     | 3    | 2003 | 2015 | Dinamo (2), Galatasaray (1), Spartak Moskau (1), Dinamo (7), Spartak Moskau (4), Celta de Vigo (9), AJ Auxerre (11), Dinamo (7), West Bromwich (21), FC Watford (1), Steaua (1) |
| Cristian Tănase       | 41     | 6    | 2008 | 2015 | FC Argeș (4), Steaua (37) |
| Mihai Tänzer          | 10     | 1    | 1923 | 1929 | Chinezul (10) |
| Nicolae Tătaru        | 21     | 2    | 1954 | 1962 | CCA / Steaua (21) |
| Ciprian Tătărușanu    | 34     | 0    | 2010 | 2015 | Steaua (24), AC Florenz (10) |
| Aurel Țicleanu        | 42     | 2    | 1979 | 1986 | Universitatea Craiova (40), Sportul (2) |
| Daniel Timofte        | 22     | 2    | 1990 | 1995 | Dinamo (7), Uerdingen (4), Dinamo (6), Samsun (5) |
| Ion Timofte           | 10     | 1    | 1991 | 1995 | Poli (3), FC Porto (4), Boavista (3) |
| Constantin Toma       | 16     | 0    | 1953 | 1959 | CCA Bukarest (16) |
| Gabriel Torje         | 46     | 10   | 2010 | 2015 | Dinamo (10), Udinese (8), FC Granada (10), Udinese (1), Espanyol (7), Konyaspor (5), Osmanlispor (5)                                                                            |
| Radu Troi             | 15     | 2    | 1973 | 1977 | FC Argeș (9), Steaua (6) |
| Nicolae Ungureanu     | 56     | 1    | 1981 | 1989 | Universitatea Craiova (49), Steaua (7) |
| Gheorghe Váczi        | 11     | 8    | 1947 | 1953 | Libertatea / ICO / Progresul Oradea (10), Flamura Roșie Arad (1) |
| Claudiu Vaișcovici    | 10     | 0    | 1987 | 1989 | Oțelul Galați (1), Dinamo (9) |
| Iosif Vigu            | 22     | 2    | 1970 | 1979 | Steaua (22) |
| Ion Vlădoiu           | 28     | 2    | 1992 | 2000 | Steaua (4), Rapid (9), Steaua (6), 1. FC Köln (5), Dinamo (3), Steaua (1) |
| Emerich Vogl          | 29     | 1    | 1924 | 1934 | Chinezul (10), Juventus (19) |
| Ion Voinescu          | 20     | 0    | 1949 | 1962 | Metalochimic / Metalul Bukarest (1), CCA Bukarest (19) |
| Rudolf Wetzer         | 17     | 13   | 1923 | 1932 | Unirea Timișoara (5), Chinezul (5), Juventus (5), Ripensia (2) |
| Constantin Zamfir     | 11     | 0    | 1975 | 1978 | Steaua (11) |
| Mihai Zamfir          | 10     | 0    | 1978 | 1981 | FC Argeș (10) |
| Vasile Zavoda         | 19     | 0    | 1951 | 1962 | CCA (19) |
| Ianis Zicu            | 12     | 1    | 2003 | 2011 | Dinamo (2), Rapid (3), FC Timișoara (7) |